# Les assassins du dimanche
Les assassins du dimanche is een dramafilm uit 1956 van Alex Joffé.

## Verhaal
Robert Simonet is een garagehouder en wielrenner. Hij dient de wagen te herstellen van Duitse snelheidsduivels die op doortocht zijn maar wil de wielerwedstrijd niet missen waar hij favoriet voor is. Onvoltooid laat hij de wagen achter in zijn garage om zich voor te bereiden op de wedstrijd, waardoor hij de eigenaars mist die hun wagen komen terughalen. Teleurgesteld besluit hij de politie de Duitsers te laten opsporen, met het risico de wedstrijd te missen en zijn reputatie als mechanicus kwijt te spelen. De politie houdt Simonet aan maar de eigenaars van de wagen lijken onvindbaar.

## Rolverdeling
| Acteur             | Personage      |
| ------------------ | -------------- |
| Jean-Marc Thibault | Robert Simonet |
| Barbara Laage      | Simone Simonet |
| Dominique Wilms    | Ginette Garcet |
| Paul Frankeur      | Lucien Simonet |
| Georges Poujouly   | Julot          |
| Rosy Varte         | Marie Simonet  |
| Guy Decomble       | brigadier      |